# Matiloxis nezeila
Matiloxis nezeila är en fjärilsart som beskrevs av William Schaus 1906. Matiloxis nezeila ingår i släktet Matiloxis och familjen nattflyn. Inga underarter finns listade i Catalogue of Life.